# João Semir
Prof. Dr. João Semir (1937-8 de noviembre de 2018) fue un botánico, profesor, y algólogo brasileño. Trabajó académicamente en el Departamento de Botánica del Instituto de Biología, Universidad Estatal de Campinas.

## Algunas publicaciones
- Virillo, cb; rf Nunes, c Cardoso De Castro, j Semir. 2007. Floral biology and breeding system of Psychotria tenuinervis Muell. Arg. (Rubiaceae) in the Atlantic rain forest, SE Brazil. Acta Bot. Bras. 21 ( 4)
- Verola, cf; j Semir. 2007. Hoffmannseggella viridiflora (Orchidaceae, Laeliinae), a New Species from Brazilian Campos Rupestres. Novon: A Journal for Botanical Nomenclature 17 (1): 125-129
- Gibbs, p; j Semir. 2006. A Taxonomic revision of the genus ceibamill. (Bombacaceae). An. R.J.B. 60 (2 )  (enlace roto disponible en Internet Archive; véase el historial, la primera versión y la última).
- Semir, j; ff Jesus. 2004. A New Species of Minasia (Asteraceae, Vernonieae) from the Planalto de Diamantina, Minas Gerais, Brazil. Novon 14 ( 2 ): 233-235
- Gibbs, p; j Semir. 2002. Revisión taxonómica del género Ceiba Mill. (Bombacaceae). Anales del Jardín Botánico de Madrid 60 ( 2 )
- Borba, el; jm Felix, vn Solferini, j Semir. 2001. Fly-pollinated Pleurothallis (Orchidaceae) species have high genetic variability: evidence from isozyme markers. Am. J. Botany 88: 419-428
- Semir, j. 1991. Revisão Taxonômica de Lychnophora Mart. (Vernonieae: Compositae). Disertación Ph.D.. Instituto de Biología, Universidade Estatal de Campinas. São Paulo

### Coautoría de libros
' Petunia. Eds. Tom Gerats, & Judy Strommer. Tomo I: Genus Petunia, por r Stehmann; ap Lorenz-Lemke, lb Freitas, j Semir

## Honores

### Eponimia
Género
- (Asteraceae) Semiria D.J.N.Hind[2]

Especies
- (Apocynaceae) Mandevilla semirii M.F.Sales, Kin.-Gouv. & A.O.Simões[3]

- (Asclepiadaceae) Ditassa semirii (Fontella) Rapini[4]

- (Asteraceae) Stilpnopappus semirianus R.Esteves[5]

- (Melastomataceae) Microlicia semiriana Koschn. & A.B.Martins[6]

- (Thelypteridaceae) Thelypteris semirii Salino & L.C.N.Melo[7]

- La abreviatura «Semir» se emplea para indicar a João Semir como autoridad en la descripción y clasificación científica de los vegetales.[8]